# Haus Landhausstraße 4

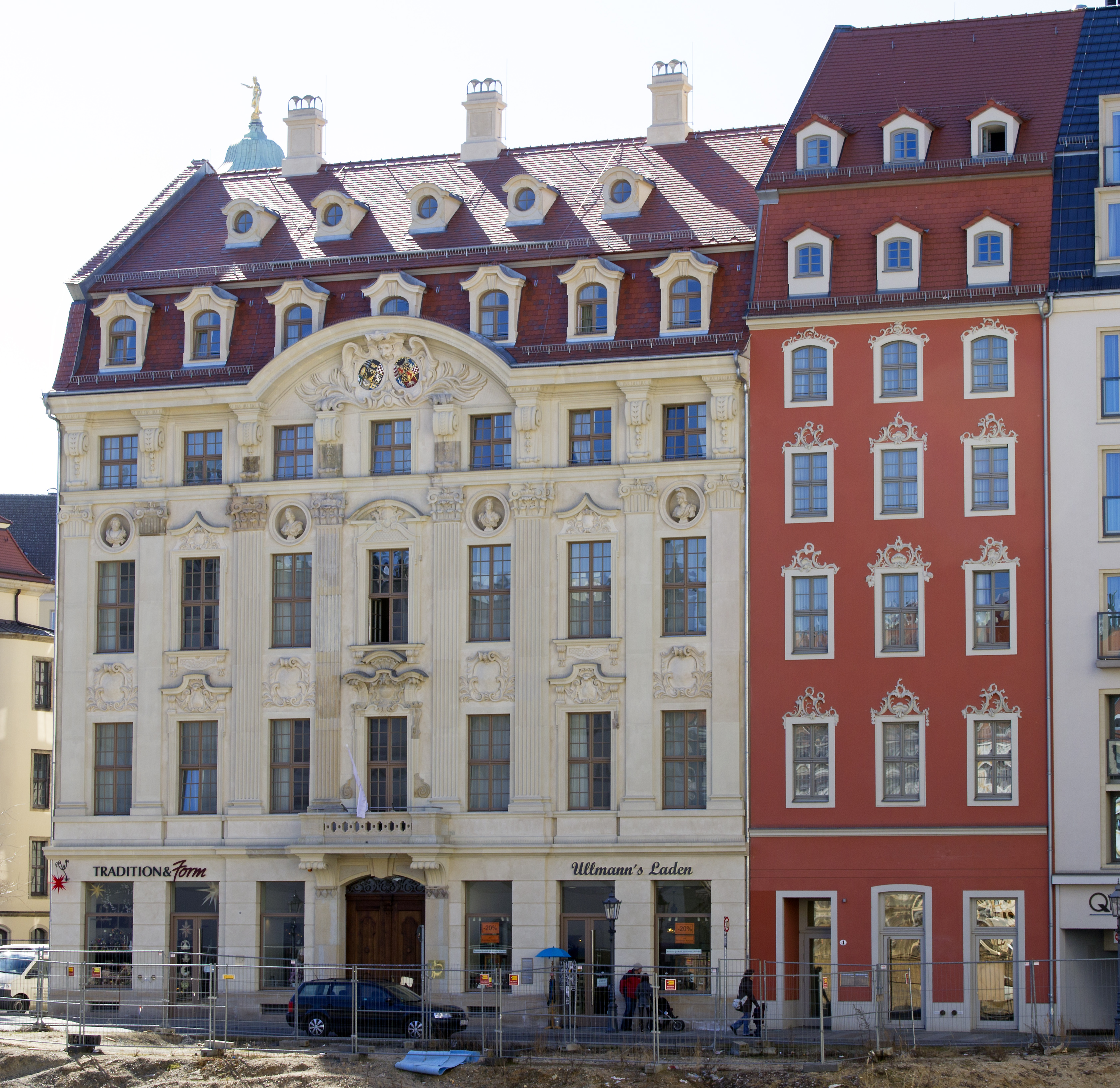
Landhausstraße 4 rechts neben dem British Hotel (2011)

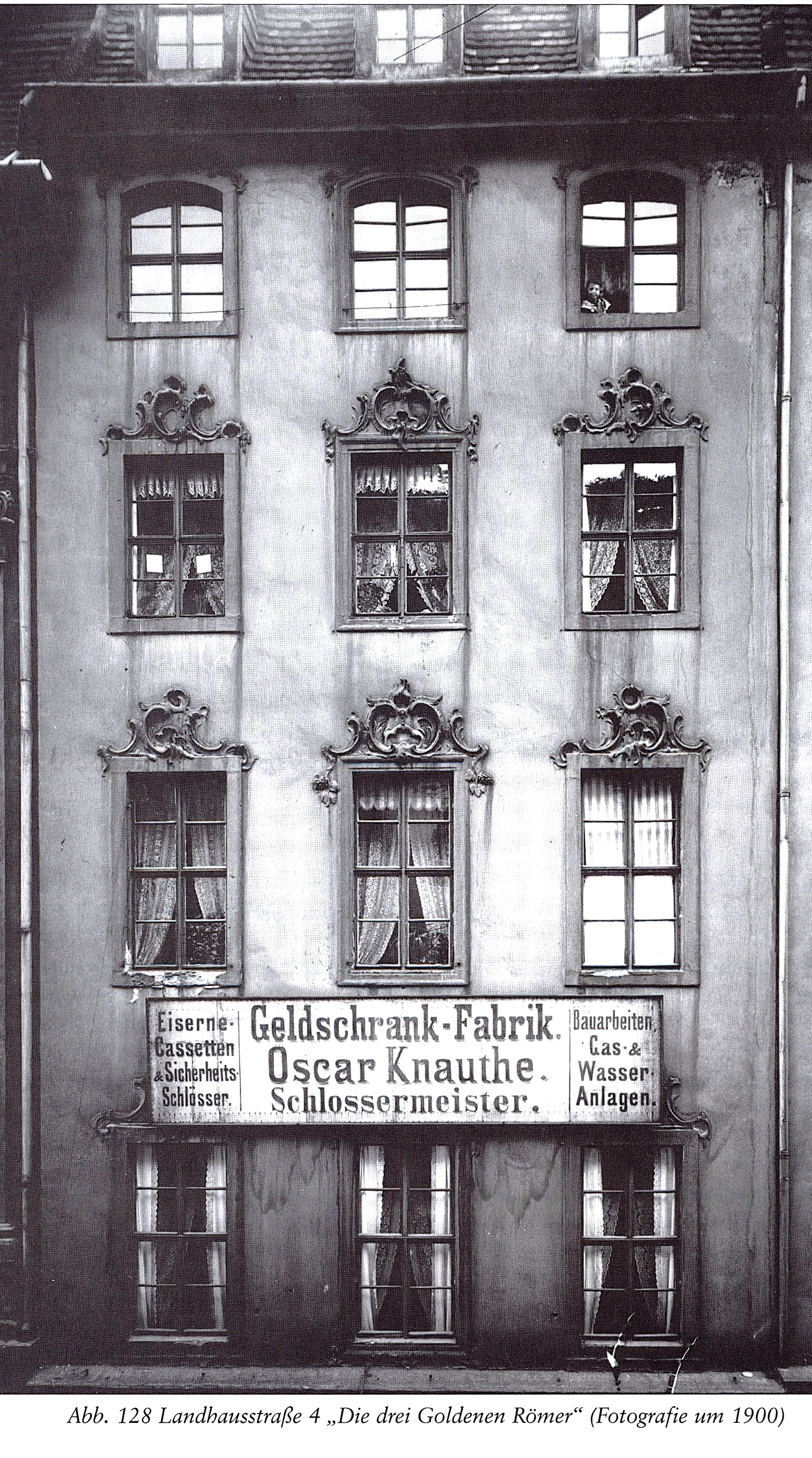
Haus Landhausstraße 4 (um 1900)

Das Haus Landhausstraße 4 (auch Die drei Goldenen Römer) ist ein Rokokohaus in der Altstadt von Dresden.

## Geschichte
Am 24. März 1763 wurde das im Siebenjährigen Krieg abgebrannte Haus (erbaut durch den Architekten Andreas Adam) an der damals noch Pirnaische Gasse genannten Straße von dem Weinhändler Gottlob Julius Grumpelt gekauft. 1763 entstand entweder ein Neubau oder ein restaurierter Altbau. Das während der Luftangriffe auf Dresden im Zweiten Weltkrieg zerstörte Haus, die Ruine wurde im Rahmen der Enttrümmerung des Neumarktes Mitte der 1950er Jahre beräumt, wurde zwischen 2009 und 2011 originalgetreu rekonstruiert.

## Beschreibung
Das fünfgeschossige Gebäude hat eine Fassade, die drei Fensterachsen breit ist. Cornelius Gurlitt beschreibt den Dekor über den schlichten Fenstern als „reiche, lebhaft bewegte Rococokartuschen“, während der Kunsthistoriker Stefan Hertzig das aufwändige Rokokodekor wie folgt beschreibt: „Aus zahlreichen Rocaillen geformte, wellenartige Gebilde schwangen sich an den äußeren Fenstern jeweils nach rechts und links liefen seitlich der Stürze in kurzen Formen aus. Die mittleren Fenster bekrönten hingegen zweiteilige herzförmige Strukturen, die nach oben gipfelten und seitlich der Gewände in kleinen Weinlaub- und Blumenranken endeten.“. Das Gebäude sei daher „ein recht ungewöhnlicher Bau“, weil nicht die strenge Lisenengliederung verwendet wurde, sondern das Rokokodekor frei über den Fenstern des Obergeschosses angebracht wurde, wobei dieses auch an ein Orthogonalraster gebunden war. HErtzig sieht die kunstgeschichtliche Bedeutung in der Verwendung des Rokokodekors des Hauses mit einer stilistischen Verwandtschaft zum Köhlerschen Haus oder zum Portal des Hackelschen Hauses in der Königstraße 13.